# Sciolina

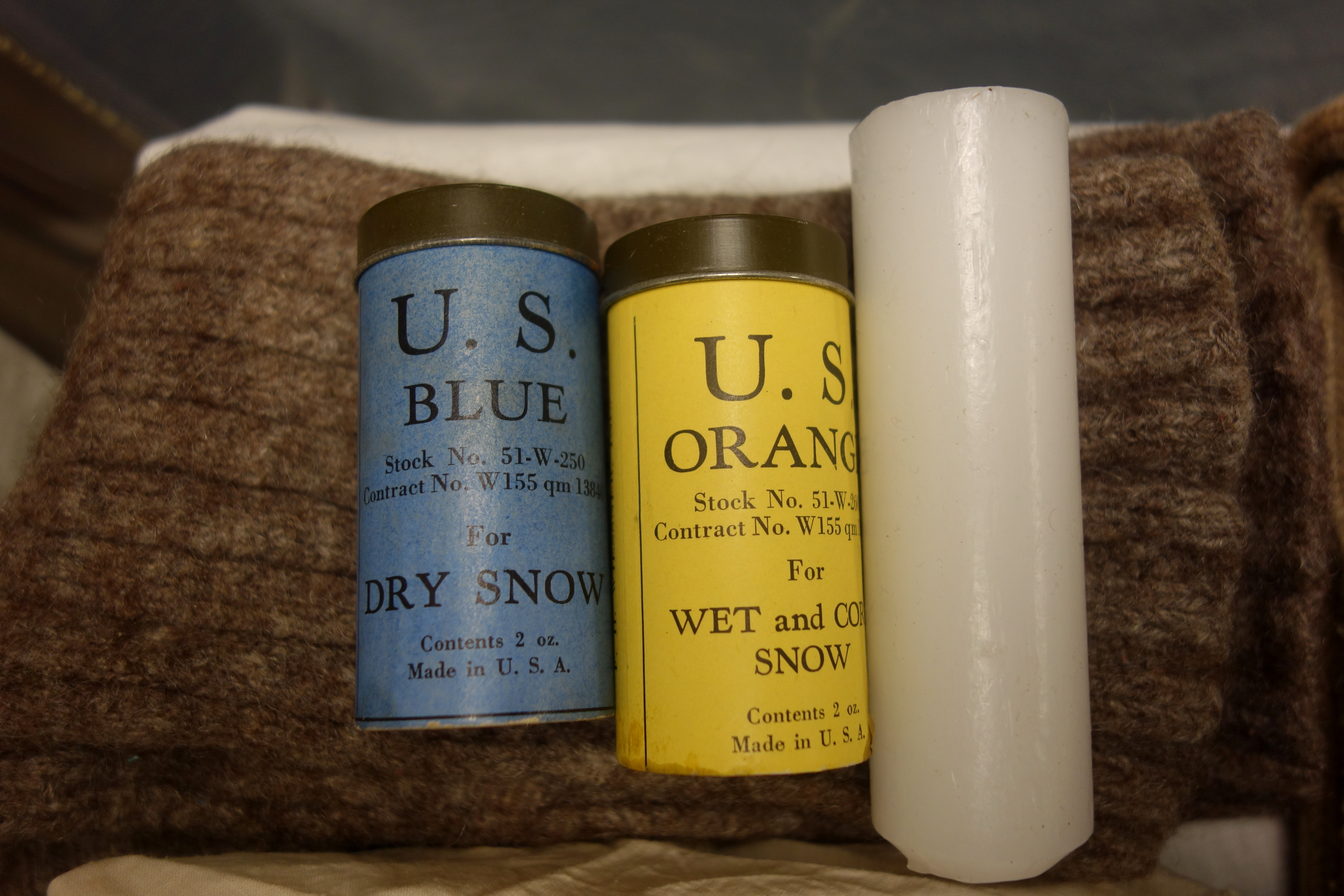
Flaconi storici di vari tipi di sciolina usati dalle truppe su sci dell'esercito statunitense

La sciolina è una sostanza cerosa composta da resine e idrocarburi, con eventuali addizioni di fluoro e altri minerali. La sciolina viene applicata sulla soletta degli sci, ovvero il lato che poggia sulla neve, per migliorarne le prestazioni a seconda delle varie condizioni della neve. Pur essendo chiamate tutte scioline, i materiali utilizzati sono diversi a seconda che si parli di scioline da scorrimento o scioline da tenuta.
La sciolina da scorrimento viene applicata sull'intera soletta ed è selezionata per minimizzare l'attrito tra lo sci e la neve, e viene impiegata nello sci alpino, nello snowboard e nello sci di fondo in tecnica libera (in quest'ultimo sport viene chiamata anche paraffina).
La sciolina da tenuta è utilizzata solamente nello sci nordico in tecnica classica, viene applicata unicamente su una porzione più o meno lunga di soletta al di sotto dell'attacco dove viene agganciata la scarpa, e serve per consentire allo sci di fare trazione sulla neve, e di conseguenza permettere allo sciatore di non scivolare all'indietro nella fase di spinta della gamba.

## Storia
Nel 1673 in Argentoratensis Lapponiæ (Storia della Lapponia) Johannes Sheffer consiglia agli sciatori di applicare pece di pino e colofonia sotto i propri sci, è la prima fonte registrata sull'uso di sciolina. Nel 1733 l'uso di un composto chimico viene descritto dal colonnello norvegese Jens Henrik Emahusen. Negli anni Quaranta del Settecento la popolazione Sami utilizzava resina e grasso animale sotto i propri sci, che venivano impiegati come mezzo di locomozione.
A partire da circa metà Ottocento, alcuni operai delle miniere d'oro californiane organizzarono le prime competizioni di sci alpino e scoprirono che spalmare miscele di componenti vegetali e animali sotto gli sci ne incrementava la velocità. Questo portò al commercio delle prime scioline, composte principalmente da olii di spermaceti, olii vegetali e resina di pino. 
Negli anni Quaranta del Novecento un'azienda chimica svedese, con la collaborazione dello sciatore olimpionico Martin Matsbo, cominciò a sviluppare le scioline con una componente di petrolio.
A partire dal 1952 le maggiori aziende produttrici di sciolina, come Toko, Rex e Swix, costituirono il codice di colore impiegato ancora oggi per categorizzare l'intervallo di temperatura entro cui utilizzare un certo tipo di sciolina.
Un progresso recente è rappresentato dai prodotti composti da fluorocarburi, i quali, grazie alla loro azione idrorepellente, limitano la penetrazione di impurità nella soletta dello sci, massimizzando lo scorrimento, soprattutto in condizioni di neve primaverile.

## Sciolina di scorrimento o paraffina
Per scorrere velocemente e ridurre l'attrito, lo sci deve sciogliere la neve grazie allo sfregamento e scorrere su di un sottilissimo strato di acqua e l'entità dell'attrito sci-acqua è molto inferiore a quello sci-neve. La paraffina dovrà quindi avere uno specifico coefficiente di attrito dinamico in modo da scaldare la neve quel tanto che basta per creare il film d'acqua ed abbattere l'attrito, grazie alla diminuzione dell'attrito permette allo sciatore di raggiungere velocità più elevate. La paraffina dovrà anche avere un basso coefficiente di attrito statico con la neve in modo da non ostacolare la partenza dello sci e una durezza adeguata per durare lungo tutta la competizione.
In base alla temperatura della neve, alla sua rugosità e al suo contenuto d'acqua sarà necessario uno specifico tipo di paraffina che abbia differenti caratteristiche di coefficiente di attrito, durezza e impermeabilità. Si possono distinguere in base ad una scala di colori che è usata da quasi tutte le ditte produttrici:
- verde: per nevi molto fredde (sotto i -10 °C) molto dura e poco impermeabile va applicata con il ferro a 150 °C;
- blu: per nevi fredde (-6/-10 °C) dura e poco impermeabile va applicata con il ferro a 140 °C;
- viola: per nevi intermedie (-2/-6 °C) di durezza e impermeabilità medie va applicata con il ferro a 135 °C;
- rossa: per nevi intorno al punto di fusione (+1/-2 °C) morbida e molto impermeabile va applicata con il ferro a 120 °C;
- gialla: per nevi fondenti (sopra +1 °C) molto morbida e molto impermeabile va applicata con il ferro a 110 °C.

Le scioline da scorrimento o paraffine sono cere a base di idrocarburi. Tutte le paraffine possono essere addizionate con composti del fluoro, i quali migliorano le prestazioni quando l'umidità relativa dell'aria è alta. Esistono quindi paraffine di soli idrocarburi per umidità basse, paraffine poco fluorate per umidità intermedie e paraffine altamente fluorate per alte umidità relative.
La paraffina viene applicata allo sci sciogliendola sulla soletta con un ferro e passandolo non troppo caldo sulla soletta in modo da distribuirla in maniera omogenea. Una volta solidificata ne vengono tolti i residui con spatole di plexiglas e spazzole di nylon o rame. 
Le paraffine vengono usate sia per sci di discesa che per sci di fondo; in quest'ultimo caso vengono usate sull'intera lunghezza degli sci in caso di tecnica libera (skating) oppure in punta e in coda in caso di tecnica classica, visto che per questa tecnica la parte centrale deve essere coperta dalla sciolina di tenuta.

### CeraF
Per migliorare ulteriormente le caratteristiche di impermeabilità e durata della paraffina questa può essere ricoperta da uno strato di cera composta per la quasi totalità da composti del fluoro. Si può trovare in polvere, oppure in dado e quindi addizionata di addensanti per renderla compatta, o addizionata con solventi per renderla liquida. Va applicata o a caldo con il ferro a 160 °C o tramite lo sfregamento di un cilindro di sughero fatto ruotare con un trapano, vanno comunque spazzolati via i residui con una spazzola in nylon.

## Sciolina di tenuta
Le scioline di tenuta vengono utilizzate nello sci di fondo in tecnica classica e sono speciali colle che permettono di aumentare la presa dello sci sulla neve, sfruttano gli stessi principi delle scioline di scorrimento ma con intenti opposti, visto che in questo caso si vuole creare un sufficiente coefficiente di attrito statico e minimizzare l'attrito dinamico, in modo che lo sci aderisca alla neve e lo sciatore possa appoggiarsi sullo sci e spingere in avanti anche con i piedi. La sciolina da tenuta dovrà quindi avere un'adeguata morbidezza in modo che gli aghi di neve possano penetrarci e un adeguato grado di impermeabilità per garantire la scorrevolezza sul film d'acqua creato dalla parte anteriore dello sci. 
Anche le scioline di tenuta possono essere addizionate in fluoro per migliorare la loro scorrevolezza con alta umidità dell'aria o avere altre aggiunte minerali per impedire che si ghiaccino in caso di temperature troppo rigide.
La sciolina di tenuta va applicata in una porzione dello sci che parte da dove il tallone appoggia sull'attacco e si sviluppa più o meno in lunghezza, a seconda del peso e della potenza muscolare dello sciatore.
Prima di applicare la sciolina di tenuta, è possibile pretrattare la parte degli sci da coprire con la cosiddetta "base", che aiuta la sciolina ad aggrapparsi alla soletta dello sci aumentandone la durata. 
Dopo ogni sciata la sciolina di tenuta va tolta con una spatola metallica e un apposito solvente.
Nella scelta della giusta sciolina di tenuta, oltre alla suddivisione nella scala di colori per la temperatura e al grado di umidità della neve (vedi sezione paraffine), le scioline da tenuta si distinguono ulteriormente in due categorie, il cui utilizzo viene scelto in base alla tipologia di neve:

### Scioline solide o stick
Le scioline stick vengono utilizzate per le nevi fresche o che non hanno subito trasformazione a causa di innalzamenti della temperatura e successivi ricongelamenti, quando il fiocco di neve è sottile e leggero, e quindi poco abrasivo. 
Hanno la consistenza di una cera e vengono fornite in contenitori cilindrici di alluminio. 
Vengono applicate prima strofinando la sciolina direttamente sulla soletta, creando uno strato sottile e il più possibile omogeneo, che poi deve essere levigato con lo sfregamento di un cubo in sughero. Volendo si può anche utilizzare un ferro ad una temperatura di 110 °C per migliorarne la penetrazione nella soletta, e quindi la durata.
Se usate su nevi trasformate, vengono corrose in fretta dal fiocco granuloso e l'azione di tenuta non sarà sufficiente.

### Scioline liquide o klister
Le scioline klister vengono utilizzate per nevi che hanno subito cicli di trasformazione, sciogliendosi per l'azione del Sole e ricongelandosi per l'abbassamento delle temperature di notte, quando il fiocco di neve diventa granuloso o ghiacciato, e quindi più abrasivo.
Hanno la consistenza della resina e sono fornite in tubetti. 
Vengono applicate stendendo sulla soletta delle piccole strisce di sciolina a lisca di pesce, che poi devono essere stese con lo sfregamento della mano. 
Se usate su nevi troppo fini, a causa della loro capillarità possono creare uno zoccolo di neve che impedirà l'avanzamento.

## Uso agonistico
La scelta della giusta sciolina e paraffina nelle competizioni è fondamentale per un buon risultato, specie nei casi di condizioni climatiche non ideali; le scioline di scorrimento possono migliorare la scorrevolezza degli sci anche del 30%, mentre la scelta sbagliata della sciolina di tenuta può portare in casi estremi anche al ritiro del concorrente per l'impossibilità di avanzare con gli sci o di utilizzare le braccia; per questo, tutte le squadre nazionali hanno tra le loro file almeno uno skiman, ovvero un responsabile della scelta degli sci, delle scioline e paraffine e della corretta applicazione delle stesse.